# سونی اکس‌پریا پی

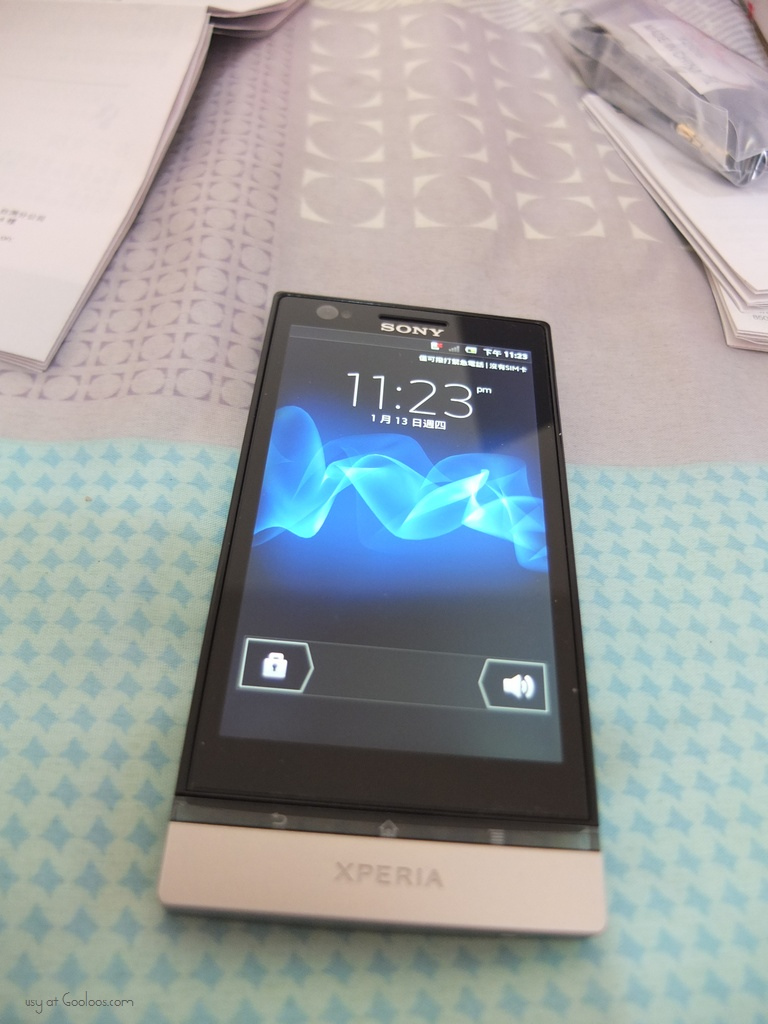
سونی اکسپریا پی

سونی ایکس‌پریا پی (به انگلیسی: Sony Xperia P) یک تلفن‌همراه هوشمند دارای سیستم‌عامل اندروید است که از سوی شرکت سونی در فوریه ۲۰۱۲ و در جریان کنگره جهانی موبایل سال ۲۰۱۲ معرفی‌شده‌است و تا آوریل ۲۰۱۲ در دسترس خواهد بود.
دارای صفحه نمایش 4 اینچ از نوع لمسی خازنی می‌باشد که مجهز به تکنولوژی وایت مجیک سونی، موتور پردازشگر تصویر براویا سونی و ضد خش است.
کیفیت دوربین این گوشی 8 مگاپیکسل و با کیفیت HD فیلم برداری می‌کند. از قابلیت‌های این دوربین می‌توان از قابلیت عکاسی پانورمای سه بعدی، مجهز به تثبیت‌کننده تصویر، فوکوس لمسی دارای ردیاب خودکار چهره و لبخند می‌توان نام برد.